# Nebinovke
Nebínovke (znanstveno ime Asteraceae, staro ime Compositae) so največja družina rastlin iz redu košarnic. Družina je poimenovana po nebini (latinsko Aster), rastlini z raznobarvnimi cvetovi iz te družine, medtem ko je 'Compositae' starejše, ampak še vedno veljavno ime, ki pomeni sestavljen in se nanaša na svojstvena socvetja. Družina vključuje solato, artičoke in sončnice ter krizanteme, dalije in številne druge okrasne rastline. Tu so še številni pleveli, na primer regrat, bodak in škrbinka. 
Definicija rodov je pogosto problematična in nekateri se občasno delijo v manjše podskupine.

## Opis nebinovk
Nebinovke so običajno zelnate rastline, so enoletnice, dvoletnice ali zelnate trajnice, polgrmi in grmi. Pravih dreves ni, redko so vodne rastline, nekaj je lijan in sukulentov, epifitov ni. 
Od ostalih družin jih je dokaj lahko razlikovati, predvsem zaradi njihovih svojstvenih socvetij.

### Cvet
Verjetno je najbolj očitna značilnost nebinovk njihovo glavičasto socvetje, ki se tehnično imenuje calathid ali calathidium, običajno pa ga imenujemo kar cvetna glavica ali košek ali tudi drugače capitulum . Košek je sestavljen iz številnih posameznih cvetov brez peclja, imenovanih tudi cvetki, ki si delijo skupno cvetišče. Velika variabilnost te družine se kaže prav v zgradbi socvetij. Cvetki so v posameznih koških urejeni na grozdast način, pri čemer se zunanji cvetki odprejo prvi. Sami koški so na rastlini urejeni v pakobulasta socvetja, ki so zelo raznolika po velikosti, obliki zgradbi, številu koškov in razmestitvi po rastlini.
Košek obdaja skupen ovojek iz številnih ovojkovih listov, ki je lahko podoben venčnim listom nepravega cveta. Običajno so zeleni, lahko pa so tudi obarvani (npr. smilj Helichrysum) ali pa imajo žilnato strukturo. Ovojkovi listi so običajno razporejeni v eni ali več vrst, ki se prekrivajo kot strešna opeka.
Košek nebinovk je razvil kar nekaj značilnosti, ki na zunaj dajejo socvetju videz velikega samostojnega cveta. Takšna socvetja so med rastlinami široko razširjena in jih imenujemo tudi nepravi cvet (pseudanthium). Socvetje predstavlja eno opraševalno enoto. 
Druge značilnosti socvetij:
- Os socvetja je ploščato razširjena, ravna, izbočena ali vbočena. Na cvetišču so lahko ščetinasti predlisti posameznih cvetov.
- Plodnica je podrasla z enim predalom in eno dnično semensko zasnovo.
- Modificirana čaša (papus) je sestavljena iz laskov, lusk, ščetin ali res (včasih bolj ali manj zraslih), ki pomagajo pri razširjanju plodu (čeprav lahko včasih popolnoma manjka)
- Venec iz zraslih venčnih listov, s petimi prašniki, priraslimi na venčno cev, ter zraslimi s prašnicami v prašnično cev, ki obdaja vrat pestiča.
- Dvoroga brazda, ki ima na zunanj površini laske (papile), na notranji strani pa je površina, na kateri kali pelod.
- Posamezni cvetki so lahko dvospolni ali enospolni, včasih pa tudi sterilni (jalovi), po obliki pa so lahko jezičasti in cevasti (marjetica) ali včasih samo cevasti cvetovi (lapuh). Pri posameznih vrstah so koški sestavljeni iz različnih tipov cvetov. Jezičasti cvetovi so somerni, medtem ko so cevasti zvezdasti; oboji imajo zrasle venčne liste. Socvetja sestavljena iz obeh tipov cvetov, imajo barvite jezičaste cvetove največkrat razporejene na robu (obrobni cvetovi), cevasti cvetovi pa so sredi koška (krožčevi cvetovi).
- Vrste, ki so jih včasih uvrščali med radičevke Cichoriaceae, imajo v koških samo jezičaste cvetove, iz katerih se razvijejo plodovi in vsebujejo mlečni sok (regrat, kozja brada).
- Jezičasti cvetovi so pogosto sterilni in privabljajo opraševalce, iz cevastih pa se razvijejo značilni enosemenski plodovi - rožke ali ahene.

### Listi in steblo
Listi so večinoma enostavni ali redkeje pernato deljeni. Razvrščeni so premenjalno ali redkeje nasprotno ali vretenčasto. So brez prilistov. So sedeči ali pecljati, pogosto z razširjenim, objemajočim ali ušesastim dnom. Običajno so krpati ali nazobčani, včasih sočni, redko se končujejo z vitico. Včasih so pokrneli v lusko in hitro odpadejo.
Listi in steblo pogosto vsebujejo izločevalne kanale s smolo ali mlečkom, to velja še posebno za Cichorioideae. 

### Plod in seme
Plod je enosemenski, se ne odpira, skoraj vedno je suh, imenujemo ga rožka. Lahko je robat, zaobljen, različno stisnjen ali ukrivljen. Lahko je tudi krilat in redko koščičast. Ima zelo različno obliko in stopnjo dlakavosti.
Cvetovi imajo pogosto v kodeljico (papus) preobraženo čašo, ki se ob dozorevanju plodov precej poveča in razvije v nekakšno letalno napravo, ki omogoča razširjanje semen po zraku. Na plodu so lahko iz čaše nastale tudi ščetine ali nazobčan rob (kodeljica). Njegova zgradba se pogosto uporablja kot pomoč pri določanju reda in vrste. Plod ima običajno le malo založnega tkiva ali pa ga sploh nima .

### Sestavine in učinkovine
Vsi predstavniki imajo v semenih in založnih tkivih namesto rezervnega škroba inulin.
Korenine proizvajajo grenke seskviterpenske laktone. Nebinovke vsebujejo eterično olje z glavno sestavino heleninom, triterpene, različne alkaloide, acetilen, čreslovine,.

## Razmnoževanje
Zgradba prašnikov in vratu je povezana s posebnim načinom izpostavljanja peloda. Prašnice dozorijo pred brazdami in svoj pelod stresejo v cev, ki nastane med njimi, saj so zrasle skupaj. V tem obdobju je vrat pestiča še kratek, brazdni površini pa sta stisnjeni skupaj. Vrat se nato podaljša in prerine skozi prašnično cev, pri čemer se pelod iz cevi naloži na dlakavi zunanji površini in je izpostavljen morebitnemu prenašalcu peloda, ko je vrat do konca iztegnjen. Šele kasneje se brazdni površini razpreta in lahko pride do oprašitve.
Vsak cvetek gre torej skozi moško (staminatno) in žensko (pistilatno) obdobje razvoja. Končno se brazdna roglja močno zakrivita nazaj, tako da se dotakneta peloda iz prašnic lastnega cveta. Na ta način je pri vrstah, ki so samooplodne, zagotovljena oprašitev, tudi če do navzkrižne oprašitve iz kakršnega koli razloga ni prišlo.

## Ekologija
Nebinovke običajno uspevajo v odprtem in suhem okolju.
Večino nebinovk oprašujejo žuželke, toda oprašujejo se lahko tudi s pomočjo vetra (npr. ambrozija Ambrosia in pelin Artemisia).
Semena se pogosto razširjajo z vetrom s pomočjo dlakavih kodeljic (papus). Drugi način je razširjanje s pomočjo živali ali človeka, kjer se seme (npr. mrkač Bidens) ali celotna cvetna glavica (npr. repinec Arctium), opremljena s kaveljčki, oprime na dlako ali perje (celo na oblačila). Kasneje odpadejo daleč stran od starševske rastline.

## Razširjenost
Družina je razširjena po vsem svetu in v vseh podnebnih pasovih ter šteje čez 23.000 vrst. V Evropi so nebinovke z vrstami najbogatejša družina. Bogastvo vrst je največje v Sredozemlju, Srednji Ameriki in Mehiki, Kapski provinci Južne Afrike, v sušnih predelih osrednje Azije, pa tudi v gorskih in arktičnih tundrah. Veliko vrst porašča gojene travnike oz. rastejo kot pleveli na obdelovalnih površinah. Prevladujejo med dvokaličnicami v negozdnih tipih vegetacije.
Eden od vzrokov za uspešnost in veliko razširjenost predstavnikov je njihova sposobnost samoopraševanja. Nova populacija se lahko razvije iz enega samega semena, saj rastlina za razvoj plodov ne potrebuje peloda iz drugih rastlin. Poleg tega se lahko mnoge vrste razmnožujejo tudi na druge načine, ki ne potrebujejo predhodne oprašitve (apomiksa).

## Uporabnost
Nekaj vrst je okrasnih (astra, gerbera, dalija), nekaj zdravilnih (pelin, arnika, kamilica) ali tudi užitnih (artičoka). Edina industrijsko pomembna vrsta je sončnica, iz katere pridobivajo olje.

## Taksonomija
Družina nebinovk je splošno prepoznana, uvrščamo jo v red košarnic (Asterales).
Tradicionalno ta družina vsebuje dve poddružini Asteroideae (ali 'Tubuliflorae') in Cichorioideae (ali 'Liguliflorae'). Slednja je parafiletska in je v novejših sistemih razdeljena v več manjših skupin. 

## Galerija
- navadni lapuh (Tussilago farfara)
- navadna marjetica (Bellis perennis)
- gorska nebina (Aster amellus)
- Jezičasti cvet
- Cevasti cvet